# 옥토패스 트래블러
《옥토패스 트래블러》(Octopath Traveler, オクトパス トラベラー)는 스퀘어 에닉스가 어콰이어와 협업하여 개발한 턴 기반 롤플레잉 비디오 게임이다. 이 게임은 2018년 7월 닌텐도 스위치용으로 출시되었고 2019년 6월 마이크로소프트 윈도우용으로 출시되었다. 스위치 버전은 출시한지 1달 후 100만 본 이상 판매되어 플랫폼에서 가장 많이 판매된 게임의 하나가 되었다.

## 게임플레이
옥토패스 트래블러는 개발자들이 레트로 슈퍼 패미컴 스타일 캐릭터 스프라이트와 텍스처를 폴리곤 환경과 고선명 효과와 결합한 것을 정의한 HD-2D로 알려진 그래피컬 애스태틱을 내포한 롤플레잉 게임이다. 플레이어는 8명의 모험가들 가운데 한 명의 역할을 맡게 되며 각자 각기 다른 길로 여행을 떠나기 시작한다. 각 캐릭터는 세계의 각기 다른 지역 출신이며 각자 자신의 직업이나 특성을 정의한다. 각 캐릭터는 고유한 패스 능력이 있으며 Noble(캐릭터의 레벨이나 게임 내 금액에 따른 능력의 영향도)과 Rogue(신용도를 잃는 사용자 위험도)라는 2가지 분류로 구성된 논플레이어 캐릭터와 소통할 때 사용할 수 있다.
이 게임은 턴 기반 배틀이 특징이며 플레이어는 각기 다른 종류의 무기나 공격, 능력, 아이템을 사용하여 공격할 수 있다. 플레이 가능한 캐릭터들은 모든 턴 끝마다 부스트 포인트를 받으며 한 번에 최대 5개까지 저장할 수 있다.

## 평가
옥토패스 트래블러는 리뷰 애그리게이터 메타크리틱에 따르면 전반적으로 긍정적인 평가를 받았다.

## 내용주
1. ↑  닌텐도 published the Nintendo Switch version outside of Japan